# Zvizdne, Krasnohvardiiske
Zvizdne (în ucraineană Звіздне) este un sat în comuna Leninske din raionul Krasnohvardiiske, Republica Autonomă Crimeea, Ucraina.

## Demografie
Componența lingvistică a localității Zvizdne
     Rusă (86,57%)
     Ucraineană (13,43%)
Conform recensământului din 2001, majoritatea populației localității Zvizdne era vorbitoare de rusă (86,57%), existând în minoritate și vorbitori de ucraineană (13,43%).